# Overweg

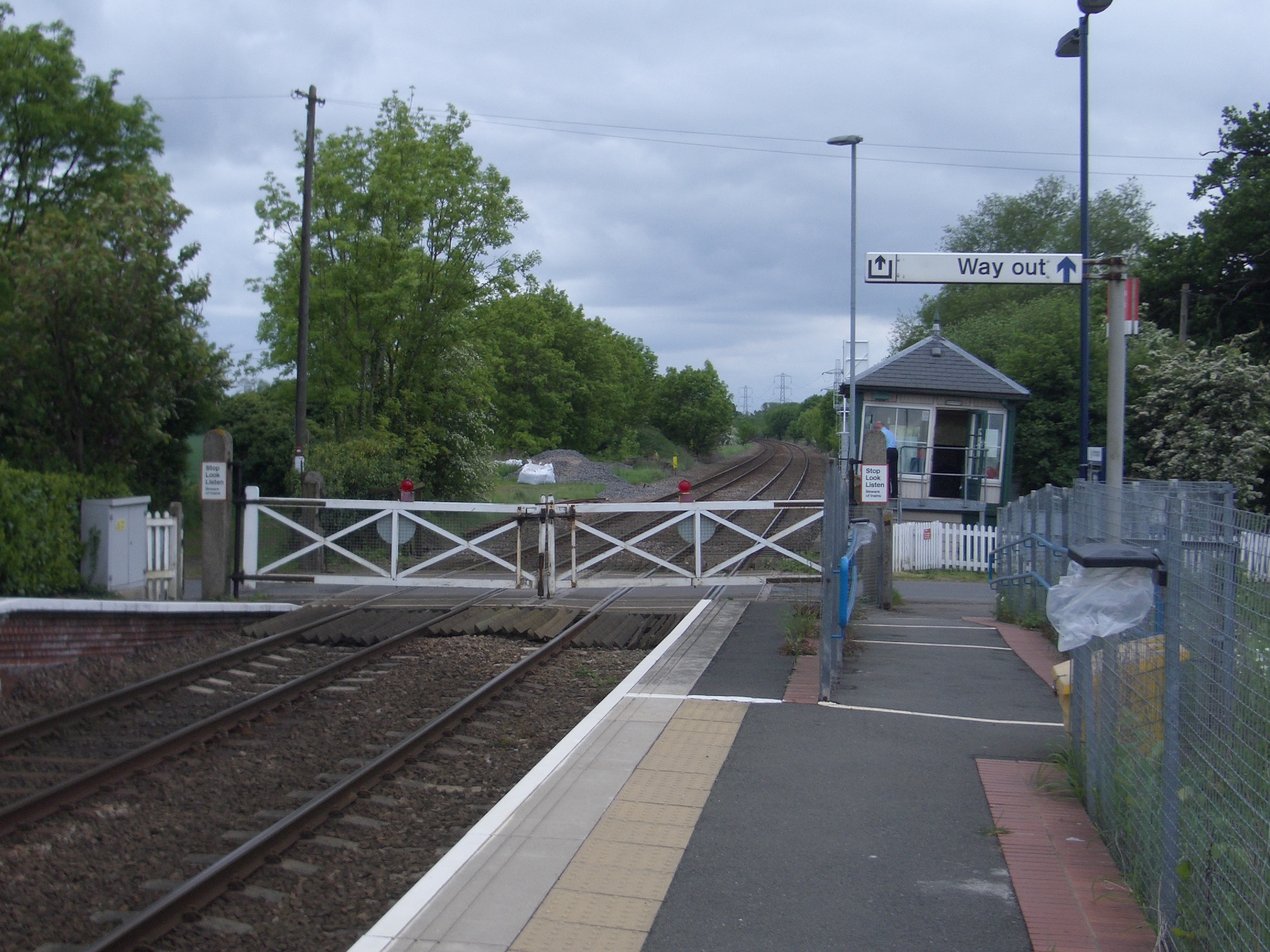
Oud type overweg bij het Britse station Fiskerton

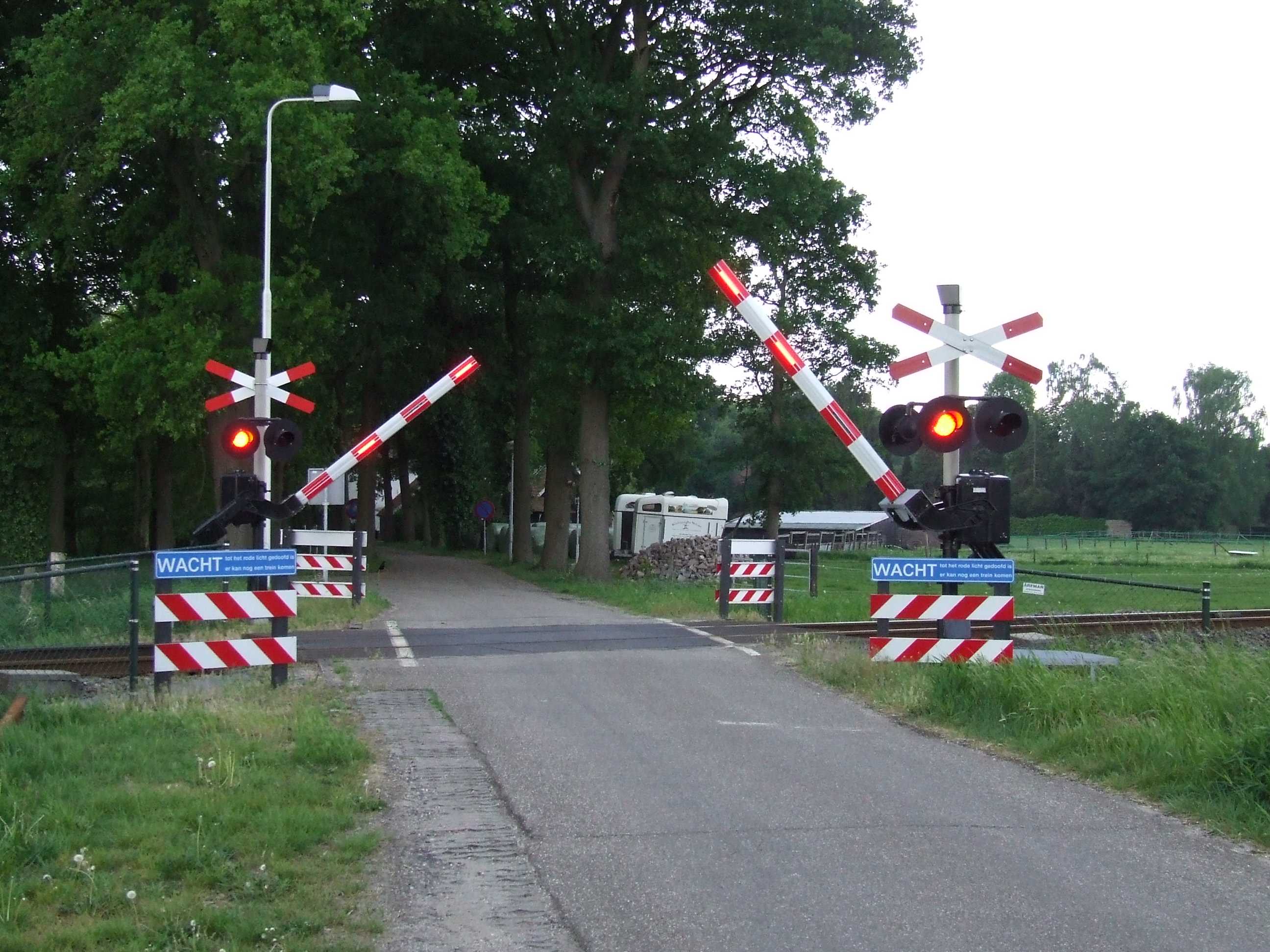
Nederlandse overweg met automatische halve overwegbomen

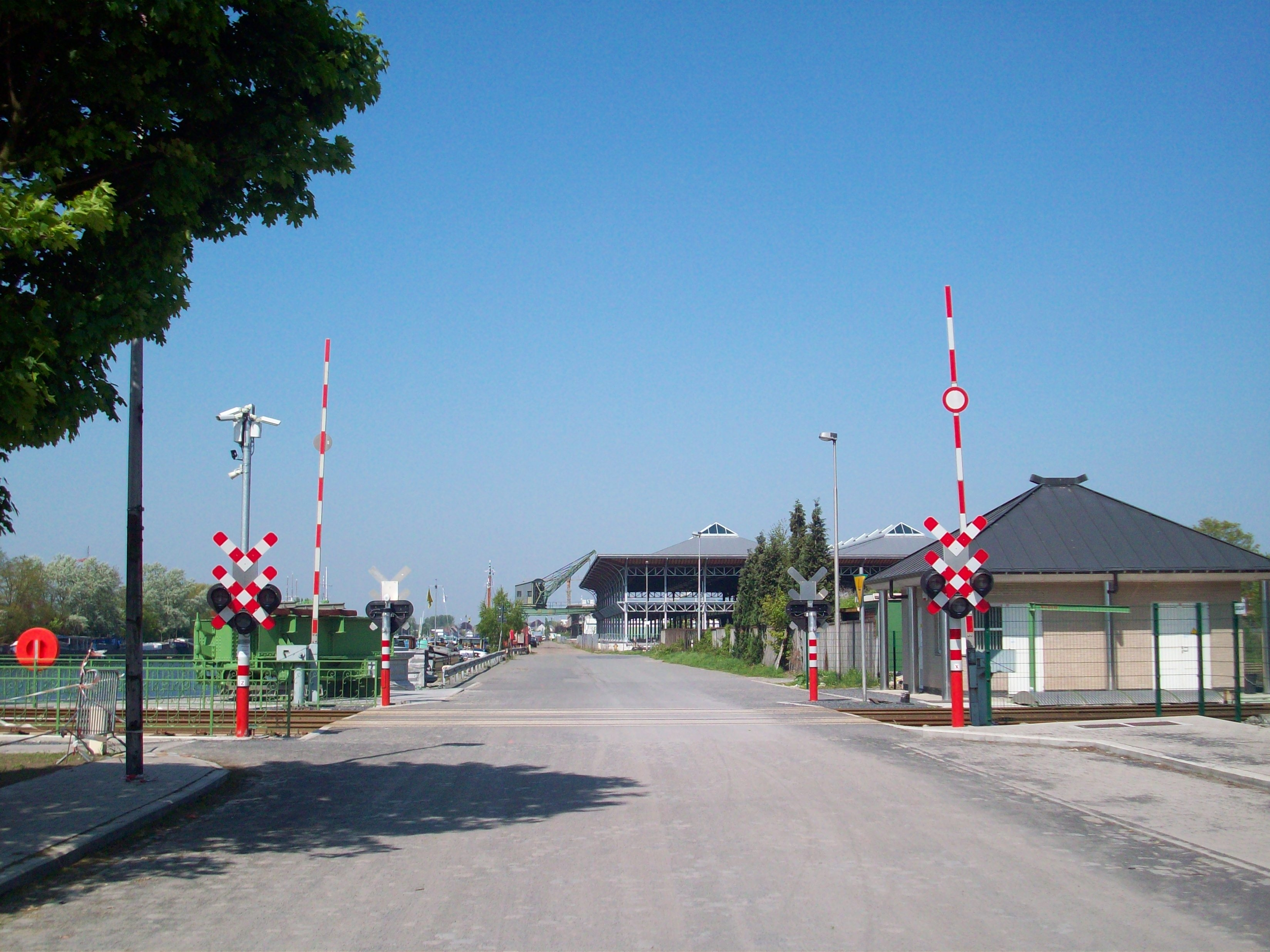
Belgische categorie 2 overweg

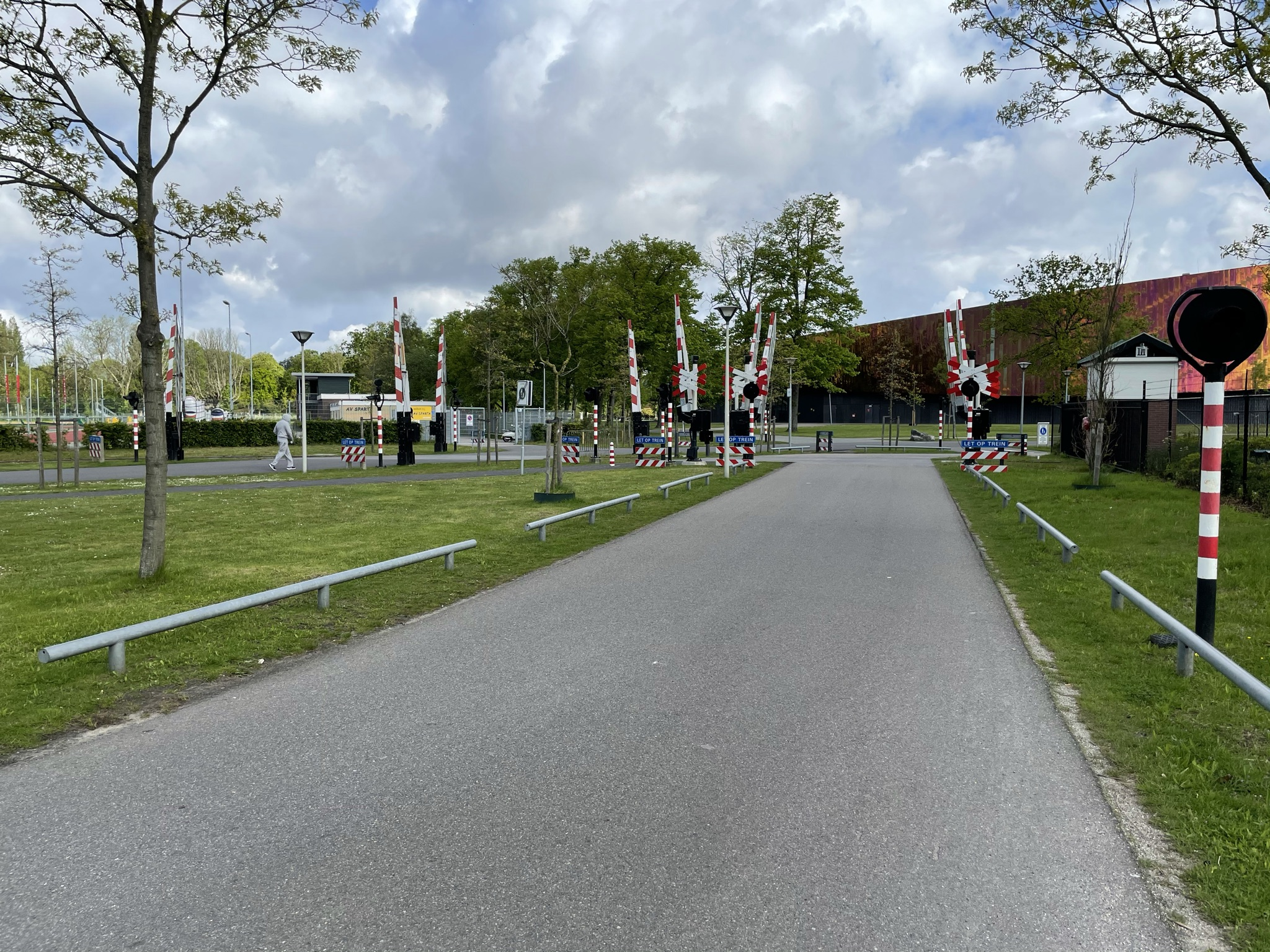
Overweginstallatie Stoomgroep West

Een overweg of spoorwegovergang is een gelijkvloerse kruising van een spoorlijn of (snel)tramlijn met een weg. Een kruising met een fiets- of voetpad wordt overpad genoemd. Op veel stations (in Nederland nog bij kleinere stations) is er een overpad zodat reizigers het perron kunnen bereiken. Deze worden vaak door tunnels vervangen.
De woorden overweg en overpad zijn vanouds spoorwegjargon. In de verkeerswetgeving werd spoorwegovergang gezegd. In de volksmond was overweg gebruikelijk. In 1990 werd in het RVV de officiële benaming veranderd in overweg.
Rondom een overweg zijn maatregelen gewenst om de verkeersveiligheid van het kruisende wegverkeer en spoorverkeer op een acceptabel niveau te krijgen. Treinverkeer heeft bij een overweg in principe altijd voorrang op wegverkeer. In vrijwel alle landen zijn openbare overwegen meestal te herkennen aan het andreaskruis. Meestal wordt het wegverkeer ook actief gewaarschuwd voor de komst van een trein, hetzij door een automatische installatie met knipperlichten of slagbomen, hetzij doordat het treinpersoneel/de overwegwachter zelf signalen geeft of een overweginstallatie in werking stelt.
In 2003 telde Nederland 2895 overwegen. In 2010 was dit afgenomen tot ruim 2600. In 2018 waren er nog ca. 1800 overwegen.
In 2012 telde België 1857 overwegen. In 2022 was dit afgenomen naar 1630.

## Ontstaansgeschiedenis
De komst van spoorwegen hield van meet af aan in dat er overwegen kwamen. In Nederland werd ingaande 1859 bepaald dat alle overwegen gesloten moesten kunnen worden. Dat hield in dat bij iedere overweg een overwegwachter moest zijn, wonende in een wachterswoning. De echtgenote was ook overwegwachter.
Zij werden attent gemaakt op een naderende trein door middel van een seinklok. Op de museumstoomtramlijn Hoorn - Medemblik is die nog in gebruik. Vervolgens sloot de wachter de overweg met een hek of rolhek.
In het Spoorwegmuseum te Utrecht zijn onder andere rolhekken in gebruik. Diverse Britse overwegen hebben nog klaphekken/draaihekken, die soms nog door een lopende beambte gesloten moeten worden.
Vooral op lokaalspoorwegen was al dat personeel
een kostbare zaak. Daarom werd het in 1880 mogelijk om onbewaakte overwegen in te stellen en wachtposten op te heffen. Vanaf 1922 kon dit ook op hoofdlijnen. De weggebruiker moest dus zélf opletten, en dús nam het aantal ongelukken toe. Om dit tegen te gaan kwam er één oranje knipperlicht aan beide kanten. Het knipperde echter altijd, dus je moest toch nog zelf opletten. In 1935 werd de automatische knipperlichtinstallatie (AKI) uitgevonden. Bewaakte overwegen zonder AKI kregen later ijzeren slagbomen, die via kettingen bediend werden en de hele weg afsloten. De ijzeren buizen werden later door hout vervangen.
Tussen 1930 en 1940 werd de elektrische overweg ontwikkeld. Vanaf 1959 werden AHOB-installaties aangelegd. Wachtposten werden uiteindelijk helemaal afgeschaft in Nederland. In vele landen, ook in Europa, zijn er echter op sommige plaatsen nog wachtposten en overwegen die door middel van hendels in of bij de wachtpost gesloten en geopend worden door een overwegwachter. Lichten en geluiden ontbreken daarbij dikwijls.

## Uitrusting in Nederland

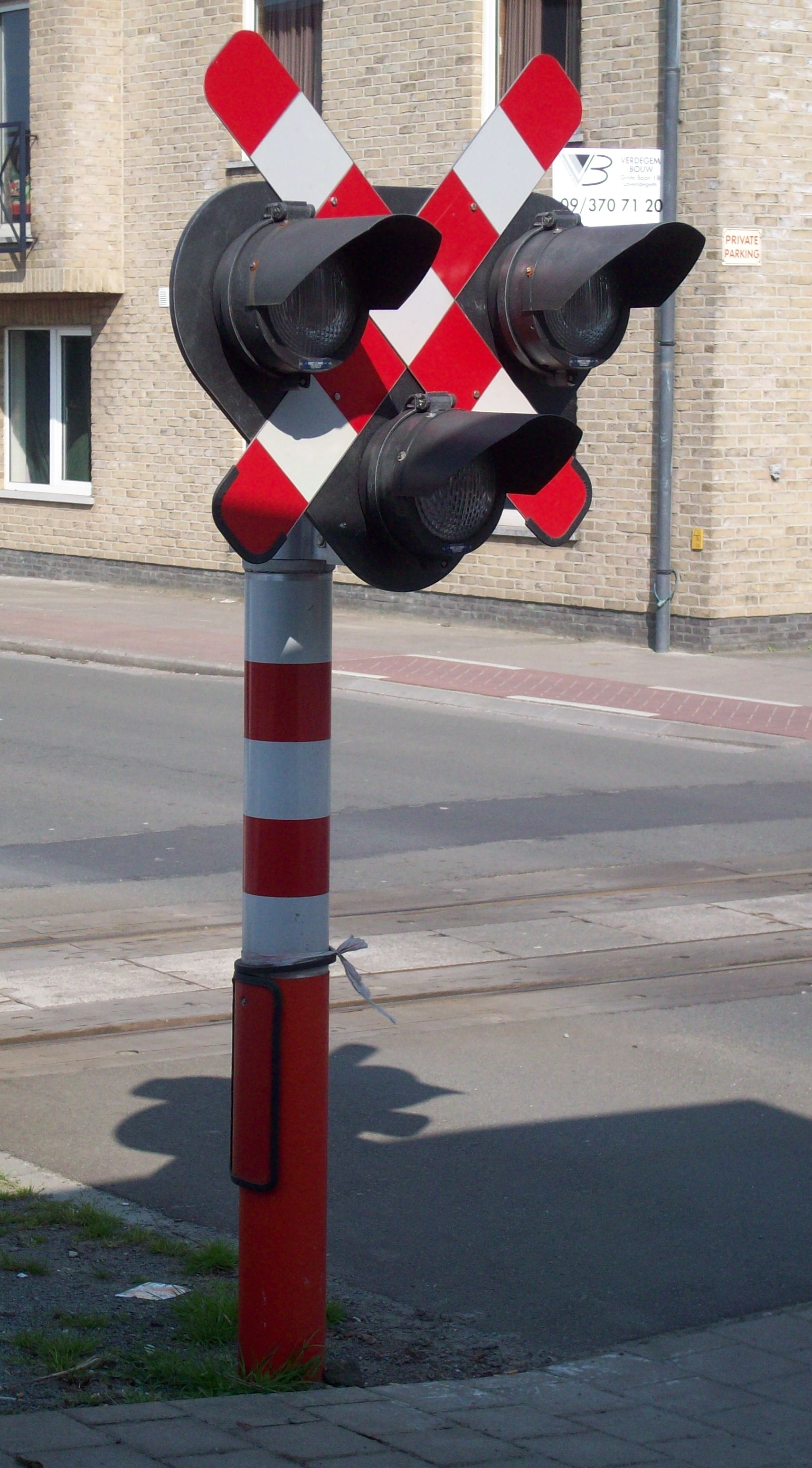
Belgische overwegsignalering

Afhankelijk van de mate van beveiliging kunnen Nederlandse overwegen met de volgende onderdelen uitgerust zijn.
- Beveiligingsinstallatie (actief)
  - Treinsignalering
    - Aankondiging aanrijzijde
    - Afkondiging uitrijzijde

  - Regelkasten
  - Palen, met daaraan
    - Overwegbomen
    - Bellen
    - Knipperlichten

  - Gele voorwaarschuwingslichten op enige afstand van de overweg (tegenwoordig aangeduid als PAG,[4] Pre Advanced siGnal), vroeger als voorijlende waarschuwingslichten;
  - Filebakken ("Bij file overweg vrijlaten")
- Waarschuwing (passief)
  - Andreaskruisen
  - Schrikhekken
    - Schuin roodwit gestreepte planken
    - Wachtborden ("Wacht tot het rode licht gedoofd is. Er kan nog een trein komen.")

  - Bebording
    - F5, F6 (doorgangsregeling, smalle overwegen)
    - J1 (slecht wegdek) met onderbord (diepladerbord, bolle overwegen)
    - J10 (overweg met overwegbomen)
    - J11 (overweg zonder overwegbomen)
    - BB23 (bakens op afstanden van 240, 160 en 80 meter vóór de overweg, links en rechts van de weg)

  - Witte rechthoeken met kruizen op het wegdek (één per rij-/loopstrook en per spoor). Deze worden niet altijd toegepast, ze komen het meest voor op voetgangers- en fietsstroken. Hoewel het de bedoeling is dat de hele overweg ontruimd wordt als een trein in aantocht is geven deze kruizen aan welke delen in ieder geval vrij moeten komen, gezien het profiel van een trein, plus veiligheidsmarges. De resterende delen van de rij-/loopstrook zijn stroken langs de spoorbomen (als die er zijn), en soms ook ergens tussenin, waar de afstand tussen de sporen groter is. Op deze plaatsen kan een voetganger desnoods wachten.
  - Waarschuwingsportaal/-uitlegger
- Verkeersgeleiding
  - Bevloering
  - Middengeleider
  - Scheidingshekken/-kettingen
  - Zigzaghekken

### Aanwijzingsborden voor het wegverkeer

Bord J10: overweg met slagbomen.
Bord J11: overweg zonder slagbomen.
Bord J12: enkel andreaskruis (bij enkelspoor)
Bord J13: dubbel andreaskruis (bij 2 of meer sporen)

De kruisende latten symboliseren een kruising, maar de andreaskruisen vormen toch niet echt een schema van de echte kruising: het dubbel uitvoeren van beide wordt alleen bepaald door het aantal sporen.
In Nederland wordt een overweg in buitenstedelijke gebieden veelal voorafgegaan door de waarschuwingsbakens BB23, die op afstanden van respectievelijk 240, 160 en 80 meter vóór de overweg zijn geplaatst. Het baken op 240 meter afstand wordt gecombineerd door het erboven geplaatste verkeersbord J10 of J11. Bord J10 wordt ook wel gecombineerd met oranje voor-waarschuwingslichten.

## Actief beveiligde overwegen
Een overweg kan actief beveiligd zijn. Dit houdt in dat de komst van een trein wordt aangekondigd met signalen: lichten, belsignaal of slagbomen.
Bij een actief beveiligde overweg is het criterium voor (het beginnen en voortduren van) de signalering vaak de aanwezigheid van de trein in het zogenoemde aankondigingsgebied; dit is het traject vanaf een bepaalde afstand vóór de overweg tot direct erna, waarbij in het systeem de rijrichting is ingevoerd (ook van toepassing op momenten dat de trein stilstaat), waarmee het systeem onderscheid maakt tussen "voor" en "na". Gedurende de tijd dat de overweg door het wegverkeer wordt gebruikt omdat niet aan het criterium voldaan is en de overweg dus geen trein aankondigt, staat er niet noodzakelijk een sein op rood.
Deze treindetectie kan plaatsvinden door middel van een kortsluiting via de wielen en assen, een massadetectielus, assenteller of pedalen. De grootte van het aankondigingsgebied wordt bepaald door de maximaal toegestane snelheid van de treinen en de breedte van de overweg. Gevolg is dat de overweg langer gesloten is als de trein langzamer rijdt dan de maximumsnelheid ter plaatse. Bij treinen die binnen het aankondigingsgebied stoppen, kan een ander criterium worden toegepast, zie onder.

### Soorten actief beveiligde overwegen

#### Nederland
Er zijn in Nederland ongeveer 1600 actief beveiligde overwegen, van verschillende soorten. Meestal zijn er onder meer twee rode lampen naast elkaar die om en om knipperen.

### Overweg-categorieën die beveiligd zijn met overwegbomen
(Steeds voorzien van afwisselende bellen, die in toenemende mate niet meer mechanisch maar elektronisch zijn.)

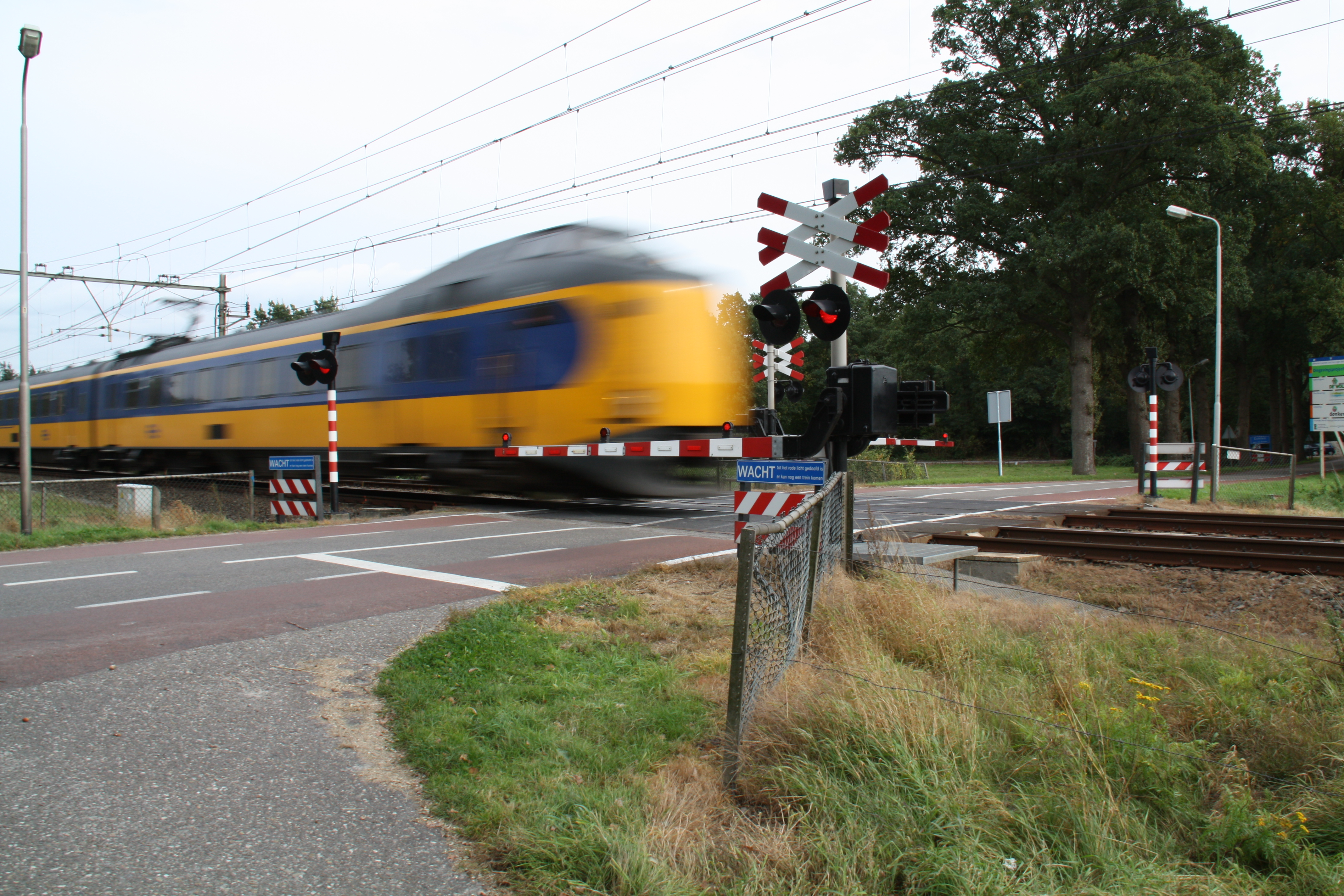
AHOB bij Echten

Automatische halve overwegbomen (AHOB)Automatische spoorbomen die de toegang tot de overweg alleen op de rechterweghelft -of rijbaan/rijbanen afsluiten. De meest gangbare overwegbeveiliging in Nederland. Naar Amerikaans model, maar de houten spoorbomen met lampjes er op worden steeds meer vervangen door steviger aluminium spoorbomen zonder lampjes er op,  maar met LED-lichtjes er in.  Op enkele plaatsen zijn er afwijkende slagbomen, die niet aan de palen met rode lichten vastzitten.
Mini-AHOBAHOB met alleen maar een aluminium boom aan weerszijden van de overweg; voor smalle overwegen. Op kleinere en landelijke locaties. Veelvoorkomend in Nederland, over het algemeen zijn het omgebouwde AKI's. Ook op dienst-overpaden, zonder rode lampen.
Elektrisch bediende overwegbomen (EBO)Wordt bediend door personeel op afstand dat via camera's meekijkt. Wordt toegepast bij overwegen met meer dan vier sporen. Er is in Nederland een EBO bij station Roermond. De voorlaatste EBO bij station Naarden-Bussum is in 2019 verwijderd.
Automatische dubbele overwegbomen (ADOB)Automatische spoorbomen die beide weghelften afsluiten. Met radar en detectielussen, bij een ingesloten persoon of voertuig gaan de bomen na de overweg omhoog. Er is nog één actieve overweg van deze soort, in Almelo. De slagbomen zijn op twee manieren afwijkend van het gebruikelijke Amerikaanse model: ze zijn rond, en staan apart. De eerste ADOB stond in Bilthoven, maar die was nog veel afwijkender.
Langzaam-verkeer-overweg met volledige afsluitinggescheiden van de overweg voor snelverkeer en voetgangers
Automatische overpadbomen (AOB) op stationsAutomatische spoorbomen die een voetpad afsluiten dat de toegang tot een perron verschaft. Met of zonder rode lampen, maar doorgaans met een hek onder de boom dat voorkomt dat onder de boom door wordt gekropen.
Automatische lichtinstallatie met Boom (ALIB).
Handbediende halve overwegbomen (HBHOB)Als een AHOB, maar wordt door de machinist gesloten en weer geopend met behulp van drukknoppen langs het spoor. Wordt niet meer toegepast.
Half-automatische halve overwegbomen (HAHOB)Als een HBHOB maar alleen het sluiten gebeurt met een drukknop, het openen gaat automatisch.
Mechanisch bediende overwegbomen (MBO)Spoorbomen die met handkracht in plaats van een motor worden gesloten en geopend. Wordt niet meer toegepast, behalve op sommige museumlijnen.
De grote overweg in het Zuiderpark in Den Haag op de openbare weg valt buiten alle categorieën, want hij wordt zowel met kabels/kettingen als met drukknop bediend. Ook heeft hij mechanische én elektrische bellen. De afkorting HBDOB (Handbediende Dubbele Overweg Bomen) zou hier van toepassing zijn.
Aantallen:
| Einde van |      | AHOB | Mini-AHOB | AOB | ADOB | HAHOB | HBHOB | EBO  |  | Totaal |
| 2000      | 1023 | 0    | 118       | 1   | 15   | 2     | 8     | 1167 |  |        |
| 2001      | 1087 | 0    | 117       | 1   | 15   | 2     | 8     | 1230 |  |        |
| 2002      | 1094 | 112  | 115       | 1   | 15   | 2     | 8     | 1347 |  |        |
| 2003      | 1088 | 207  | 115       | 1   | 15   | 2     | 6     | 1434 |  |        |
| 2004      | 1087 | 348  | 115       | 1   | 14   | 2     | 5     | 1572 |  |        |
| 2005      | 1073 | 416  | 115       | 1   | 12   | 0     | 4     | 1621 |  |        |
| 2006      | 1063 | 425  | 116       | 2   | 12   | 0     | 4     | 1622 |  |        |
| 2007      | 1051 | 426  | 115       | 2   | 12   | 0     | 3     | 1609 |  |        |
| 2008      | 1049 | 423  | ?         | 3   | ?    | ?     | ?     | 2065 |  |        |
| 2009      | 1056 | 405  | ?         | 3   | ?    | ?     | ?     | 2035 |  |        |

Bij een storing gaan de bomen automatisch dicht voor de veiligheid. Effectief komt dit neer op een tijdelijke opheffing van de overweg, maar voor zover mensen er door kunnen gebruiken ze de overweg dan soms als niet actief beveiligde overweg (al is dit niet toegestaan). Als de bomen 5 minuten dicht zijn gaat er een automatische melding naar de verkeersleidingspost. Machinisten krijgen dan de opdracht om langzaam te rijden en te toeteren als alternatieve actieve beveiliging.

### Overwegen actief beveiligd zónder overwegboom

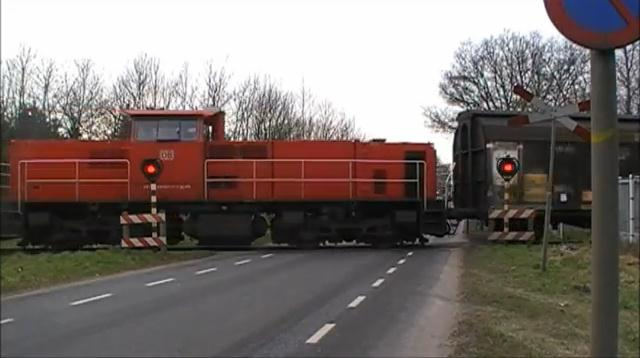
Hengelo raccordement AKZO, Boortorenweg Hengelo (deze spooraansluiting en de overweg zijn inmiddels opgeheven)

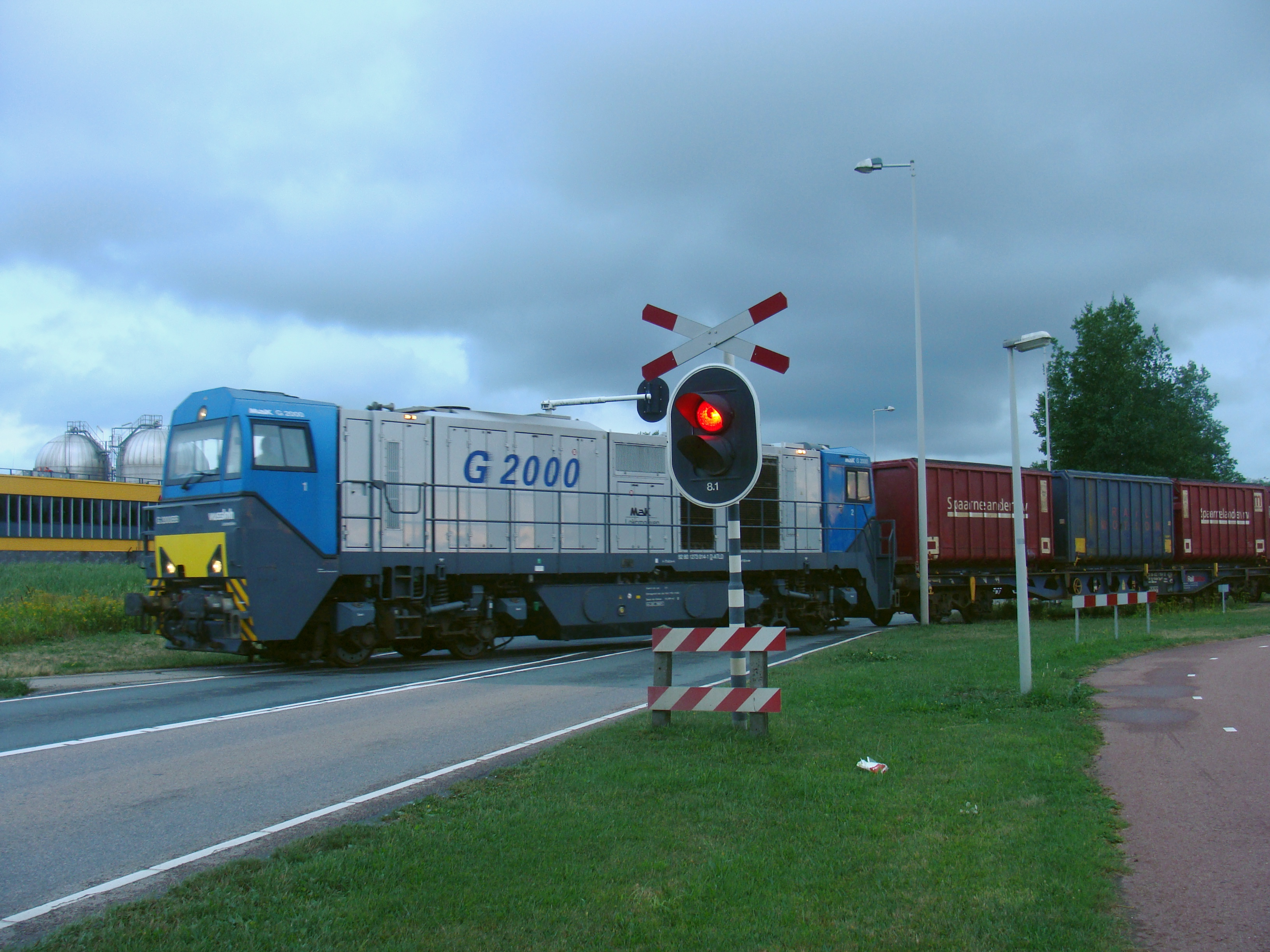
HALI, Westelijk Havengebied, Amsterdam. De lichten zijn tweekleurige verkeerslichten die geel en rood kunnen tonen.

Automatische knipperlichtinstallatie (AKI)Twee automatische rode knipperlichten en een afwisselende alarmbel. En meestal boven de rode lichten een wit knipperlicht dat aan is als het veilig is om over te steken. Deze waren veel te vinden in landelijke gebieden. In het in 2007 voltooide AKI-AHOB-ombouwprogramma zijn de meeste omgebouwd naar (Mini-)AHOB. Bij sommige parkspoorlijnen zijn mini-AKI's in gebruik. Anno 2021 zijn er onder andere nog AKI's in gebruik op emplacement Kijfhoek, op de Museumtramlijn bij Amsterdam, op de RTM-museumtramlijn, op de STAR-museumspoorlijn, op een industriespoor bij Delfzijl en op dienstweg te Zevenbergschenhoek en Breda.
Te Geleen is er nog een oorspronkelijke AKI uit 1955 bij de ingang van Chemelot in gebruik. Daar dichtbij staat nog een deels gemoderniseerde. Op het terrein zijn er nog meer AKI's in gebruik. Bij Coevorden is er een AKI met Duitse lichten en Nederlandse andreas-kruisen. (Hoewel Duitsland geen AKI met wit licht kent)
Automatische lichtinstallatie (ALI) (was AVIO)
Automatische verkeerslichteninstallatie overwegen (AVIO) (is ALI geworden)
Half-automatische knipperlichtinstallatie (HAKI)
Half-automatische lichtinstallatie (HALI) (was HAVIO)
Half-automatische verkeerslichteninstallatie voor overwegen (HAVIO) (is HALI geworden)
Handbediende knipperlichtinstallatie (HBKI)Komt ook voor op museumspoorlijnen en op de Museumtramlijn bij Amsterdam.
Verkeerslichten bij een overweg (VKL)
Waarschuwingsinstallatie dienstoverpaden (WIDO)
Waarschuwingsinstallatie landelijke overwegen (WILO)Een enkel automatisch rood knipperlicht en een wit knipperlicht boven elkaar, zonder alarmbel, vaak zonder andreaskruis. Met landhekken.
ARW 5/2; alleen werkoverwegen
Eén automatisch rood knipperlicht aan beide kanten van één paal, vergezeld door een andreaskruisMet of zonder bel. Komt o.a. voor in de Efteling, Walibi, en in het Zuiderpark te Den Haag.
Het betreft vaak locaties met een lage treinintensiteit, en treinen met lage snelheden.
Net als bij de eerder genoemde HAHOB betekent half-automatisch dat de machinist stopt en met een sleutelschakelaar de alarmering start dat er een trein gaat passeren, en dat deze alarmering na de treinpassage automatisch stopt.

#### In België
De Belgische overwegen zijn in de volgende categorieën onderverdeeld:
categorie 1overweg met twee volledige slagbomen of vier halve slagbomen over de volledige breedte van de openbare weg en met rode lichten die knipperen bij het naderen van een trein. Vergelijkbaar met de Nederlandse soort ADOB. Tussen de lichten in zit een groot andreaskruis. Tijdens het sluiten gaan de bellen, met één doorgaand gerinkel. Deze bellen worden vervangen door dezelfde elektronische bellen als in Nederland. Dit is ook zo bij categorie 2.
categorie 2overweg met halve slagbomen die zigzag zijn geplaatst. Vergelijkbaar met de Nederlandse soort AHOB. Maar in België mét een maanwit licht dat knippert als de overweg open is.(net als bij categorie 3) Tussen de lichten in zit een groot andreaskruis.
categorie 3overwegen met twee rode knipperlichten en één maanwit knipperlicht, maar zónder slagbomen. Vergelijkbaar met de Nederlandse AKI. Tussen de lichten in zit een groot andreaskruis. De bellen blijven op één toon doorrinkelen tot de trein voorbij is. Deze bellen worden vervangen door dezelfde elektronische bellen als in Nederland. Deze AKI's komen óók voor op tramlijnen, maar meestal zonder bellen. Zoals  op tramlijn 44 bij Tervuren (met bellen), en in Gent vooral op tramlijn 1 naar en in Evergem, maar ook bij het Rabot, en op lijn 3 te Zwijndrecht, en op lijn M1 bij Anderlues. In Gent zijn er ook zonder wit licht. Op de Kusttram-lijn kwam het tot 2011 voor op diverse plaatsen.  Sinds 2021 is de laatste, in De Panne,  ook vervangen door verkeerslichten.  In Wallonië komt het nog voor te Anderlues op tramlijn M1/M2, en kwam het voor op de voormalige tramlijnen 30, 62 en 90.
categorie 4overwegen enkel met andreaskruis, dus zonder slagbomen en lichten. Vergelijkbaar met de Nederlandse soort NABO.
categorie 5overwegen enkel aangeduid met een verkeersteken dat vanop afstand aangeeft dat de weggebruiker een overweg nadert (geen andreaskruis, slagbomen of lichten). Komt in Nederland niet voor. Overwegen van de laatstgenoemde 2 categorieën komen alleen voor op minder drukke spoorlijnen. De derde categorie vindt men vooral op kruisende wegen die vrijwel enkel lokaal verkeer aantrekken (zoals privéwegen).
Het belsignaal is optioneel, maar weliswaar bijna altijd aanwezig bij de eerste drie categorieën van overwegen. Het kondigt een naderende trein aan en blijft rinkelen tot de slagbomen van de overwegen volledig gesloten zijn (1e en 2e categorie) of tot de trein is voorbijgereden (3e categorie).
Indien een overweg van 1e, 2e of 3e categorie volledig automatisch werkt, dus opent en sluit door het bezetten van bepaalde spoorstroomkringen (SK's), is deze overweg aan beide zijden voorzien van een maanwit licht. Dit maanwitte licht bevindt zich over het algemeen midden onder de twee rode lichten. Indien het knippert is het veilig voor het wegverkeer om de overweg over te steken, het dooft zodra de rode lichten ontstoken worden bij aankondiging van een trein, of als het om een andere reden onveilig is om de overweg te betreden.

#### Besturing
De aankondigingszone van een overweg bestaat uit drie stukken:
1. Een lange detectielus of spoorstroomkring (SK): de lengte is zo berekend dat de trein aan de maximumsnelheid (referentiesnelheid) nog lang genoeg onderweg is tot aan de overweg zodat deze kan sluiten voordat de trein aanwezig is. ⇒ Een overweg die aan het openen is, en er komt een nieuwe trein in de aankondigingszone, zal onmiddellijk terug sluiten. Anders loop je het risico dat de trein al op de overweg staat voor dat deze gesloten is.
2. Een korte SK: van enkele meters voor tot enkele meters voorbij de overweg.
3. Opnieuw een lange SK voorbij de overweg. Deze is normaal uitgeschakeld en heeft dus geen invloed op het sluiten van de overweg. Het is enkel bij een verandering van de rijrichting dat deze ingeschakeld zal worden. Dan zal de eerste uitgeschakeld worden.

Wanneer er nu werken zijn op de lijn, is het niet ondenkbaar dat een werktrein zeer traag rijdt, of zelfs stilstaat in de aankondigingszone van een of andere overweg. Deze zal dan gedurende de volledige werken gesloten zijn (en na een tijd in Groot Alarm gaan). Als dit gebeurt, zal de overweg niet meer opengaan, en moet een technieker ter plaatse komen en de overweg normaal stellen, dit gebeurt soms ook automatisch (het weer vrijmaken van de detectiezone).
Om dit te vermijden kan men:
- als men de detectiezone van de overweg uitschakelt (normale rijrichting). De detectie op de overweg zelf blijft steeds in dienst zodat deze toch sluit als een werktrein de overweg te dicht nadert. Ook kan een overwegwachter de overweg sluiten voor de aankomende werktrein, als deze voor de overweg niet even kan stilhouden, om de overweg te laten sluiten (bv slijptrein, deze moet zijn werkzaamheden kunnen voortzetten).
Het betreden van een gesloten overweg is verboden. De treinen zullen niet onmiddellijk worden ingelicht dat er zich een probleem zou kunnen voordoen. Ook kan het zijn dat de trein halt heeft gehouden op een stopplaats en vandaar zijn reis verder zal zetten of is de lijn op dat ogenblik even verzadigd (veel verkeer dat de overweg in twee richtingen zal kruisen), de overweg zal hierdoor een tijd dicht zijn zonder dat dit alarm geeft.

### Anrufschranken

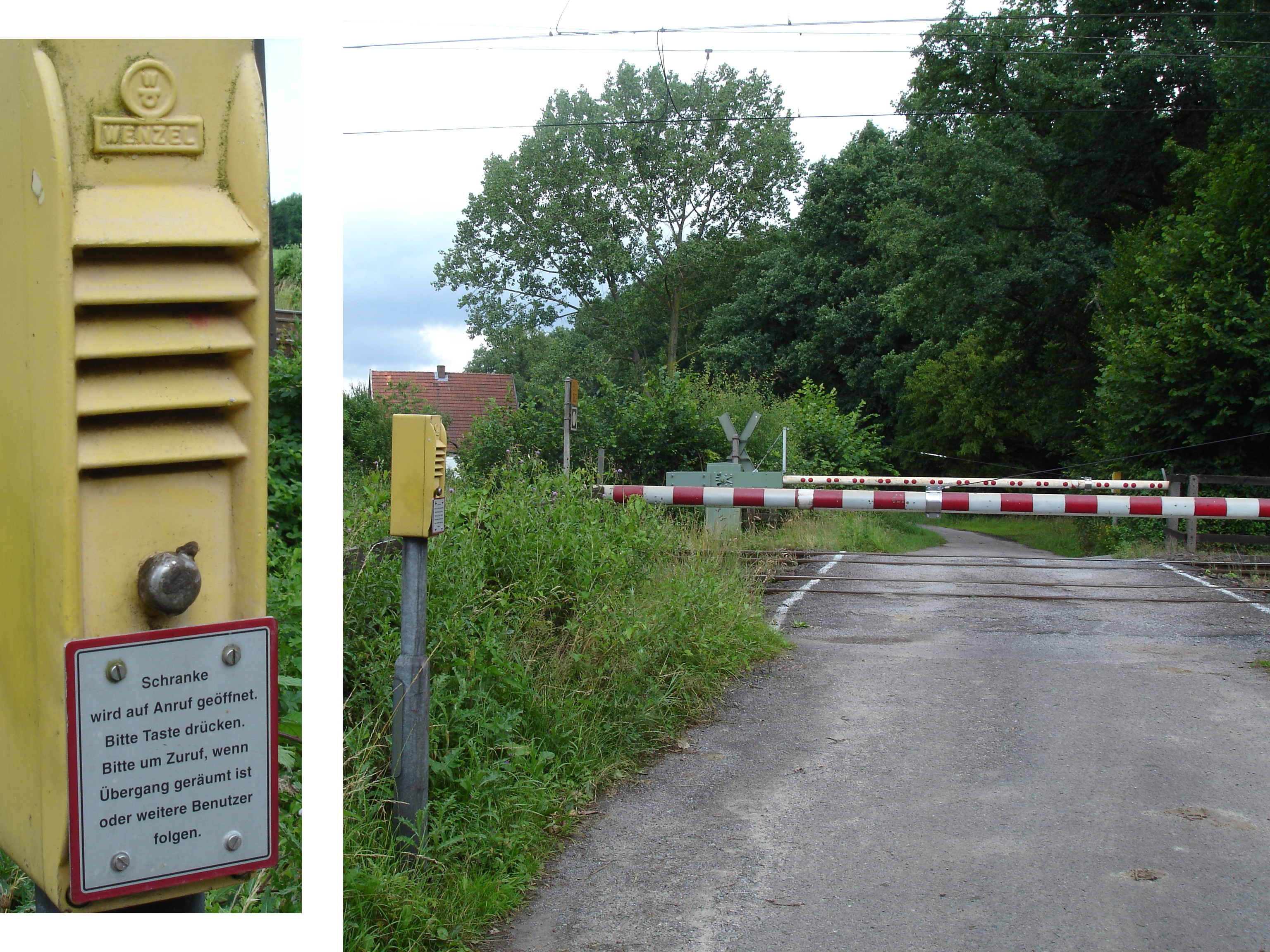
Anrufschranken

In het relatief dunbevolkte Duitsland komen in minder belangrijke wegen wel de zogenaamde Anrufschranken voor. De bomen van deze overweg zijn normaal gesloten. Bij de overweg staat een telefoon waarmee de weggebruiker de overwegwachter kan bereiken. Op verzoek opent hij op afstand de bomen.
De foto hiernaast werd gemaakt in de buurt van Bad Bentheim. Op minder dan een kilometer afstand was er een automatisch werkende overweg. De tekst op het apparaat luidt: "Spoorboom wordt op verzoek geopend. Druk op de knop. Bel opnieuw als de spoorwegovergang ontruimd is of als er nog meer gebruikers komen." In Groot-Brittannië zijn vergelijkbare systemen in gebruik.

### Stop-door-schakeling

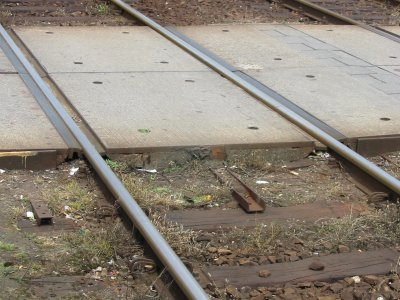
Een overpad met betonplaten, bestemd voor voetgangers

Vaak ligt een overweg (of overpad) in de buurt van een station en soms is hij de enige mogelijkheid voor reizigers om het perron te bereiken. Het is dan de vraag of een trein zal stoppen of niet - in het eerste geval kan de overweg langer openblijven. Een eenvoudige oplossing daarvoor is de perrons in bajonetligging te leggen (zie aldaar).

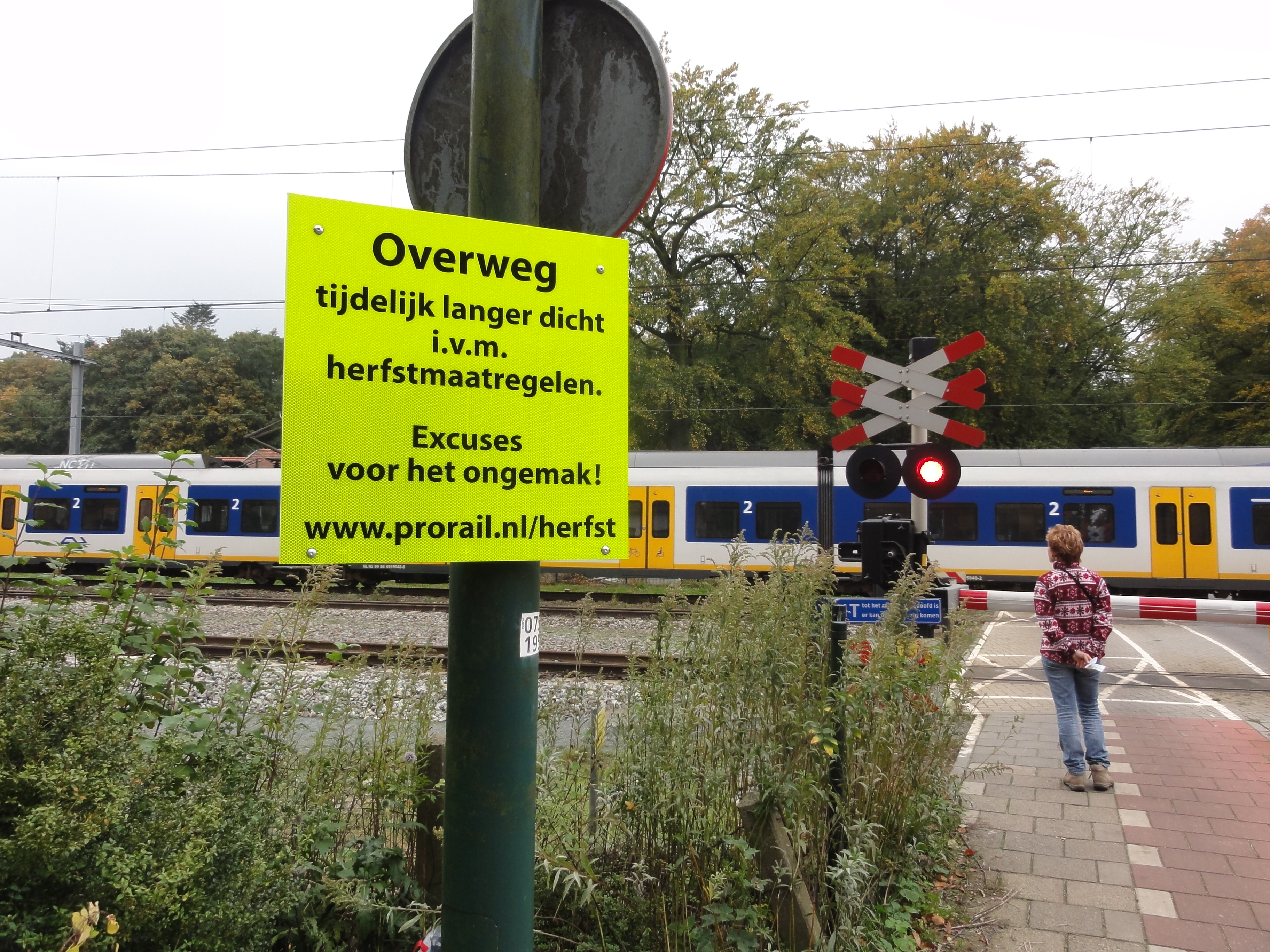
Omdat in de herfst het spoor glad kan worden door vochtige bladeren nemen de NS en ProRail maatregelen: waar normaal een stop-door-schakeling van toepassing is geldt nu steeds de stand "door". Dit is de overweg bij station Baarn op 18 oktober 2013.

Bij Nederlandse spoorwegstations wordt vaak gebruikgemaakt van een stop-door-schakeling. Er staat dan een sein tussen het station en de overweg. Als een trein bij het station zal stoppen, toont het sein rood en blijft de overweg open. Pas na een wachttijd of inwerkingstelling door de conducteur gaat de overweg dicht en wordt het sein groen. Zo ondervindt het wegverkeer minder hinder.
De treindienstleider geeft bij het laatste bediende sein aan de beveiliging mee of de trein zal stoppen (stop) of doorrijden (door) op het betreffende station.
DoorHet sein tussen het station en de overweg wordt door de treindienstleider veilig gesteld, want het is de bedoeling dat de trein doorrijdt. Als een trein het aankondigingsgebied binnenrijdt kondigt de overweg de komst van de trein aan. De overweg gaat dus dicht als de trein nog ver weg is.
StopHet sein tussen het station en de overweg toont rood. De overweg blijft open als een trein het aankondigingsgebied binnenrijdt. De trein moet voor het rode sein stoppen, ook als het de bedoeling was dat hij zou doorrijden. Enkele seconden nadat de trein bij het station stopt of na een bedieningshandeling door de conducteur kondigt de overweg de komst van de trein aan; daarna toont het sein veilig en kan de trein vertrekken.:Verkorte aankondiging:Indien de overweg niet direct na het station ligt maar op enkele honderden meter kan ook gebruik gemaakt worden van een verkorte aankondiging. De overweg blijft dan open tijdens het halteren van de trein en het sein bij het einde van het perron zal een snelheidsbeperking opleggen. Zodra de trein vertrokken is activeert de overweg en de trein rijdt dan met beperkte snelheid tot de overweg om te zorgen dat deze voldoende tijd heeft om te sluiten. Nabij de overweg staat vervolgens een snelheidsbord  waarna de trein weer met de plaatselijke snelheid verder mag. Bij een trein bedient met door is de normale overwegaankondiging actief en wordt geen snelheidsbeperking opgelegd.
Nadeel van de schakeling is dat de treindienstleider voor elke trein moet instellen of de trein wel of niet op het station zal stoppen. Verder kan het gebeuren dat door omstandigheden op het station de trein wat langer blijft wachten. Behalve in het geval dat de conducteur de bedieningshandeling pas verricht als de trein werkelijk kan vertrekken, zal de overweg dan onnodig lang dicht blijven, wat onrust geeft bij het wegverkeer (en bij reizigers die de trein nog willen halen maar een gesloten overweg vinden).
Als het spoor glad is, zullen alle treinen als 'door' worden behandeld. Zo wordt het risico vermeden dat een stoppende trein doorglijdt over de geopende overweg.
Op de spoorlijn Enschede - Gronau en bij een aantal stations in Groningen en Friesland bedient de machinist de stop-door-schakeling met een infraroodpistool.

### Overwegbellen
Als waarschuwingssignaal worden over het algemeen bellen gebruikt. In Nederland bestaan er momenteel twee soorten bellen:
- Een elektromechanische bel, met een bronzen schaal. Deze bestaat in twee varianten, een grotere, hardklinkende bel, en een kleinere, zachtklinkende bel. Beide worden op elke overweg toegepast. Als de overweg gesloten is stoppen de grote bellen en klinken alleen nog de kleine bellen.
- Een elektronische overwegbel die bestaat uit een luidspreker in een rechthoekig huis.

De elektromechanische bel wordt langzamerhand vervangen door de elektronische bel. Deze laatste is minder onderhoudsgevoelig. Ook zwelt het geluid van deze bel langzaam op, zodat de mensen op de overweg wat minder schrikken.
Op sommige overwegen stoppen de bellen helemaal als de overweg eenmaal gesloten is, meestal is dit op overpaden het geval. Dit is om overlast te verminderen voor bewoners in de buurt.
Op drukke overwegen wordt het nooit helemaal stil, maar blijven vaak minimaal één of twee bellen rinkelen. Sinds 2013 beschikt ProRail over een elektronische bel die de geluidssterkte aanpast aan het geluidsniveau van de omgeving: de ANAbel (Automatische Niveau-Aanpassende bel). Vlak voordat deze bel gaat luiden, wordt het omgevingsgeluid gemeten en op grond daarvan wordt de geluidssterkte van de ANAbel bepaald. Het voordeel hiervan is dat de bel niet harder luidt dan noodzakelijk is. De ANAbel kan worden toegepast bij overwegen waar een overwegbel overlast voor omwonenden kan veroorzaken.

### Techniek
Bij werkzaamheden wordt het aankondigingsgebied van een spoor soms verkleind tot de middensectie (de overweg zelf en kleine stukjes spoor daarbuiten), zodat de overweg voor het verkeer open kan blijven zolang er op de overweg zelf niet gewerkt wordt en geen spoorvoertuig rijdt. Dit zogenaamde sleutelen van (een spoor van) de overweg wordt geregeld met de zogenaamde (overweg)sleutelschakelaar, die onder meer het activeringscircuit sluit (en zo de activering van het grootste deel van het aankondigingsgebied uitschakelt) en het seinsturingscircuit opent (wat de seinen op rood zet). Beide circuits zijn namelijk failsafe uitgevoerd: als een contact wordt verbroken treedt een veilige toestand in.
Een spoorvoertuig dat de overweg over het betreffende spoor wil passeren moet deze in deze situatie aanrijden. Dit houdt in dat het voertuig met zijn eerste as net in het aankondigingsgebied gaat staan, zodat de overweg wordt geactiveerd, en dan wacht totdat de overweg geheel gesloten is. Pas dan rijdt het door. Zie ook Verkeerd Spoor.

#### Ongeval Veenendaal
Bij een overwegongeval in Veenendaal op 31 oktober 2002 vond een aanrijding plaats doordat de actieve beveiliging onbedoeld was uitgeschakeld. Het was de bedoeling om een sleutelschakelaar te vervangen en tijdens de klus de overweg en de seinen normaal te laten functioneren. Dit kan inderdaad: alvorens de sleutelschakelaar uit te nemen moeten dan om het openen van het seinsturingscircuit te voorkomen de betreffende contactpunten met een strop doorverbonden worden; het activeringscircuit voor het betreffende spoor van de overweg, dat normaal open is, moet open blijven. Ten onrechte hebben de monteurs echter ook het activeringscircuit gesloten: de overweg werd (ten aanzien van het betreffende spoor) overstropt, wat alleen mag gebeuren als het spoorverkeer of het wegverkeer wordt stilgelegd.

## Niet-actief beveiligde overwegen

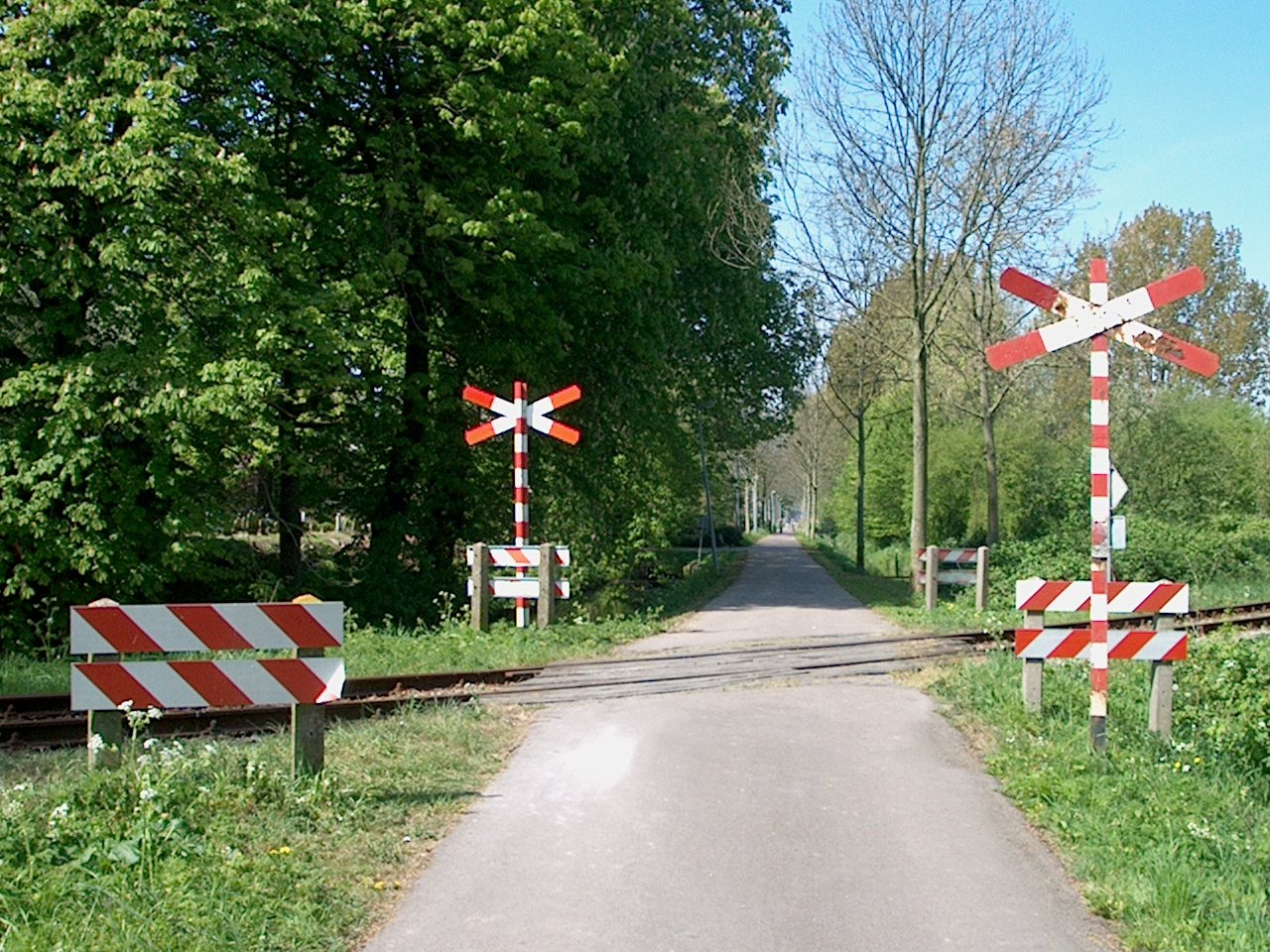
Niet actief beveiligde spoorwegovergang te Hoorn

Begin 2016 waren er in Nederland ongeveer 350 niet-actief beveiligde overwegen (NABO's), ook (vaak ten onrechte) onbeveiligde spoorwegovergang genoemd, op het reizigersnet:
- Ongeveer 70 stuks openbare NABO's, dat wil zeggen gelegen in openbare wegen en beschikbaar voor alle verkeer of uitsluitend voor langzaam verkeer. Om de weggebruiker te attenderen op een overweg zijn een andreaskruis en een schrikhek aanwezig. Sommige openbare NABO's voor alleen langzaam verkeer zijn voorzien van zigzaghekken of klaphekken.
- Ongeveer 45 stuks niet-openbare NABO's met een openbaar karakter. Dit zijn vaak overwegen in een particuliere weg die toegang verschaft tot één of meer woningen, een bedrijf of landgoed vanaf de openbare weg. Deze overwegen worden gebruikt door bewoners, bezoekers en leveranciers. De overweg heeft daarmee een openbaar karakter. Om de weggebruiker te attenderen op de overweg is dit type overweg vaak voorzien van een andreaskruis.
- Ongeveer 20 stuks onbeveiligde stationsoverpaden die toegang geven tot een eilandperron en zich alleen nog bevinden op stations waar alle reizigerstreinen in de dienstregeling stoppen.
- Ongeveer 225 stuks niet-openbare NABO's met een besloten karakter. Die fungeren vaak als verbinding tussen twee landbouwpercelen. Deze zijn soms voorzien van een afsluitbaar landhek en hebben over het algemeen geen andreaskruis.

In 2018 was het aantal onbewaakte overwegen teruggelopen tot ca. 100.  Volgens andere bronnen waren er nog zo'n 219 onbewaakte overwegen op het reizigersnet in 2021.
Ook op museumspoorlijnen komen onbewaakte overwegen voor, zelfs met een provinciale weg (de N789 bij Loenen).
In industriegebieden zijn de goederenoverwegen soms  actief beveiligd, ook soms met slagbomen, maar dikwijls zijn ze onbewaakt. Soms ontbreekt zelfs het andreaskruis en staat er alleen een waarschuwingsbord J11 en/of een bord "let op trein", op een schrikhek.
ProRail onderscheidt de volgende vormen:
1. Zigzag-hekken
2. Andreaskruisen met hekken
3. Hekken
4. Hekken met andreaskruisen
5. Klaphekken
6. MeBeLa (mechanisch bedienbaar landhek)(volgens berichten zouden deze geplaatst zijn, maar een foto of video is er niet)
7. Andreaskruisen (hoofdbeveiliging)
8. Loc bord met treininstructie
9. Andreaskruisen met treininstructie
10. Rode vlag/lamp (zonder andreaskruisen)
11. Fluiten van trein (idem)
12. Overwegen zonder aanduiding/waarschuwing.

## Spoorwegtrajecten zonder een overweg
Op de aangegeven delen van de onderstaande spoorlijnen komen geen overwegen (meer) voor.

### Nederland
| Spoorlijn              | Van                    | Via                 | Naar                   |
| ---------------------- | ---------------------- | ------------------- | ---------------------- |
| Oosterspoorweg (deels) | Amsterdam Centraal     |                     | Weesp                  |
| Flevolijn              | Weesp                  | Almere              | Lelystad               |
| Hanzelijn              | Lelystad               | Kampen              | Zwolle                 |
| Zaanlijn (deels)       | Amsterdam Centraal     | Sloterdijk          | Zaandijk Zaanse Schans |
| Schiphollijn           | Leiden                 | Schiphol            | Amsterdam Zuid         |
| Westtak                | Schiphol               | Sloterdijk          | Amsterdam Centraal     |
| Zuidtak                | Amsterdam Zuid         | Duivendrecht        | Weesp                  |
| Oude Lijn (deels)      | Delft Campus           | Den Haag            | Leiden                 |
| Oude Lijn (deels)      | Rotterdam Centraal     |                     | Dordrecht              |
| HSL Noord              | Rotterdam Centraal     |                     | Schiphol               |
| HSL Zuid               | Rotterdam Centraal     | Breda               | België                 |
| Betuweroute            | Kijfhoek               | Meteren             | Duitsland              |
|                        |                        |                     |                        |
| Rhijnspoorweg          | Amsterdam Centraal     | Utrecht Centraal    | Houten Castellum       |
|                        | Utrecht Centraal       | Woerden             | Gouda                  |
|                        | Gouda                  | Zoetermeer          | Den Haag Centraal      |
|                        | Nieuwerkerk a/d IJssel | Rotterdam Alexander | Rotterdam Centraal     |
|                        | Boxtel                 | Best                | Eindhoven              |
|                        | Arnhem                 | Elst                | Nijmegen               |

### België
| Spoorlijn                              | Van                          | Naar                       | Opmerkingen |
| -------------------------------------- | ---------------------------- | -------------------------- | --- |
| Noord-Zuidverbinding (Brussel)         | Station Brussel-Zuid         | Station Brussel-Noord      | |
| HSL 1                                  | Station Halle                | Esplechin                  | Hogesnelheidslijn |
| HSL 2                                  | Station Leuven               | Station Ans                | Hogesnelheidslijn |
| HSL 3                                  | Chênée                       | Hammerbrug                 | Hogesnelheidslijn |
| Hogesnelheidslijn Schiphol - Antwerpen | Antwerpen-Centraal           | Nederlandse grens          | Hogesnelheidslijn |
| Spoorlijn 21C                          | Bilzen                       | Genk-Goederen              | |
| Spoorlijn 21D                          | Y Boksbergheide              | Station Genk               | |
| Spoorlijn 24                           | Station Tongeren             | Duitse grens               | |
| Spoorlijn 25                           | Station Brussel-Noord        | Y Luchtbal                 | |
| Spoorlijn 25N                          | Station Mechelen             | Station Brussel-Noord      | |
| Spoorlijn 26                           | Station Halle                | Station Vilvoorde          | |
| Spoorlijn 27B                          | Station Mechelen-Nekkerspoel | Station Muizen             | |
| Spoorlijn 28                           | Station Brussel-Zuid         | Station Schaarbeek         | |
| Spoorlijn 36C                          | Y Zaventem                   | Y Machelen-noord           | |
| Spoorlijn 36N                          | Station Schaarbeek           | Station Leuven             | Hogesnelheidslijn |
| Spoorlijn 37                           | Station Luik-Guillemins      | Duitse Grens               | |
| Spoorlijn 50A                          | Station Brussel-Zuid         | Station Brugge             | Enkel op het gedeelte tussen Oostende en Brugge zijn nog enkele overwegen te vinden                                                                               |
| Spoorlijn 96                           | Station Brussel-Zuid         | Y Zinnik                   | Tussen Y Zinnik en Station Quévy zijn wel nog overwegen te vinden                                                                                                 |
| Spoorlijn 96N                          | Station Brussel-Zuid         | Station Lembeek            | Hogesnelheidslijn |
| Spoorlijn 124                          | Station Charleroi-Centraal   | Station Brussel-Zuid       | Er ligt nog één overweg thv Lillois (ow nr 13, Rue du Moulin); die zou eind 2027 verdwijnen.                                                                      |
| Spoorlijn 125A                         | Y Val-Benoît                 | Station Flémalle-Haute     | |
| Spoorlijn 130                          | Station Namen                | Station Charleroi-Centraal | |
| Spoorlijn 161                          | Station Brussel-Noord        | Station Ottignies          | Tussen Ottignies en Namen zijn nog een beperkt aantal overwegen te vinden. In het kader van de modernisering van As 3, zullen ook deze overwegen gesloten worden. |
| Spoorlijn 161D                         | Station Ottignies            | Station Louvain-la-Neuve   | |

## Het wegdek

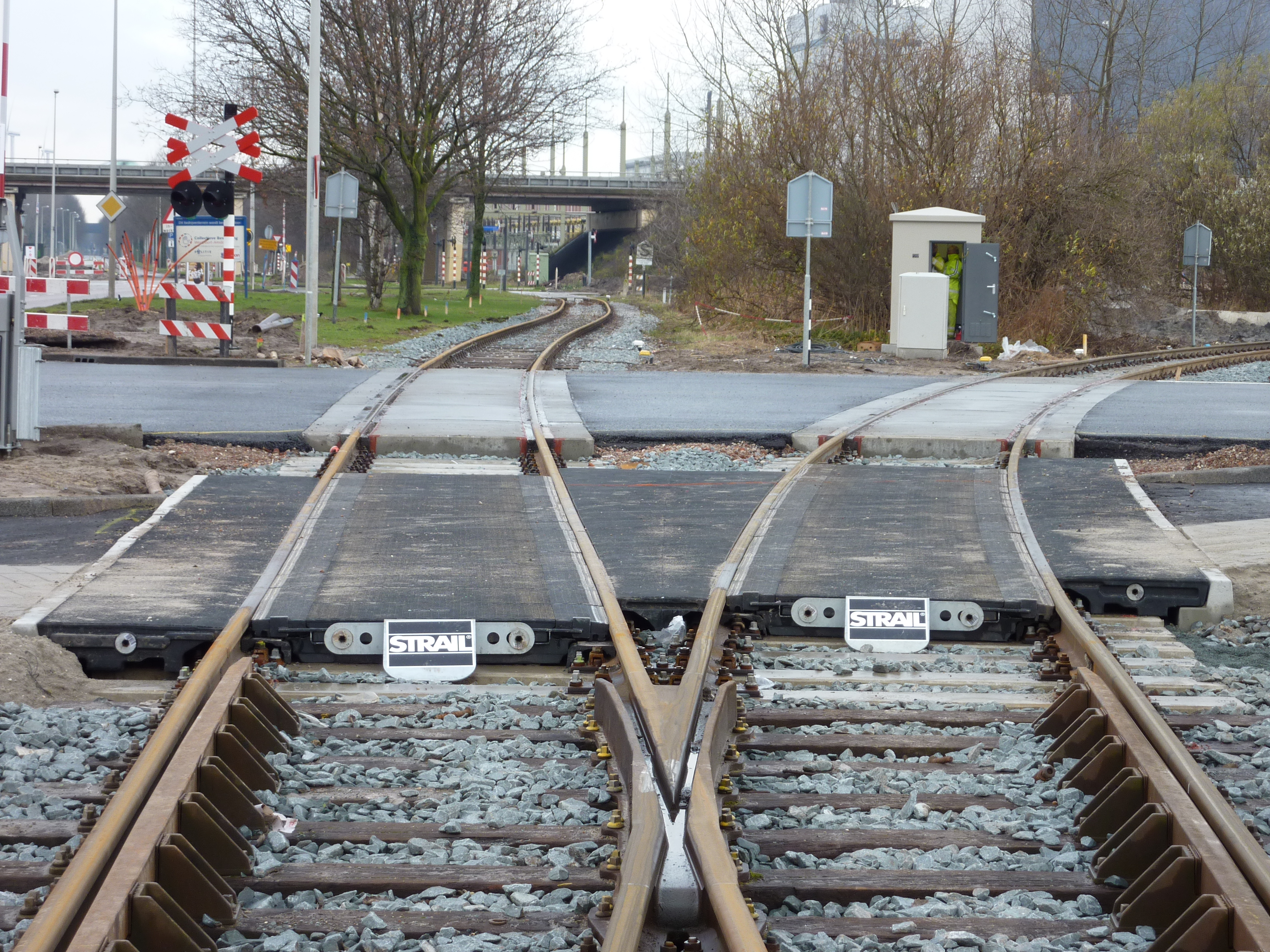
Velostrail: een overwegconstructie zonder groef, hier bij de Vlothavenweg in Amsterdam

Tussen de spoorstaven wordt een wegdek aangebracht, zodat het verkeer de overweg makkelijk kan oversteken. In Nederland bestaan diverse soorten overwegen, waarvan er in 2014 drie gestandaardiseerd zijn, dat wil zeggen vrijgegeven door ProRail. De keus voor welke overweg wordt toegepast hangt af van de hoeveelheid kruisend verkeer.
- Type Harmelen. Dit is een type overweg waar zeer zware betonplaten naast de spoorstaven liggen, in de ondergrond. De spoorstaven zelf zijn ingegoten in een elastomeer.
- Type STRAIL. Dit type overweg bestaat uit rubber platen die tussen en naast de rails op de dwarsliggers rusten. De platen bestaan uit gevulkaniseerd, gerecycled rubber van oude autobanden. Er bestaan meerdere typen Strail, aangepast aan de verkeersklasse.
- Type zwaar universeel. Ook deze overweg bestaat uit zware betonplaten die tussen de spoorstaven worden neergelegd. De spoorstaven zelf liggen op betonnen dwarsliggers. Er wordt een rubber profiel toegepast om afstand te houden tussen de betonplaten en de spoorstaaf.

Tussen het wegdek en de spoorstaaf wordt afstand gehouden, zodat de wielflenzen van de treinen ongestoord over de overweg kunnen rijden. De afstandhouder kan bijvoorbeeld een rubber profiel zijn.
Oudere types overwegen hebben een wegdek dat kan bestaan uit bestrating, uit dwarsliggers die parallel aan het spoor gelegd zijn, of uit een metalen rooster.

## Verkeersregels bij overwegen
Op een overweg geldt een verbod om stil te staan. Inhalen is toegestaan. Weggebruikers mogen pas de overweg oversteken als de rode lampen gedoofd zijn en de overwegbomen volledig omhoog zijn. Tussen de halve overwegbomen door zigzaggen is verboden. Als overwegen in Nederland niet zijn voorzien van een andreaskruis, is het geen overweg in de zin van het Reglement verkeersregels en verkeerstekens en wordt de vrije doorgang van railvoertuigen (meestal goederentreinen) geregeld door verkeerslichten (rood licht) of door aanwijzingen van bevoegde beambten.

## Risico bij overwegen

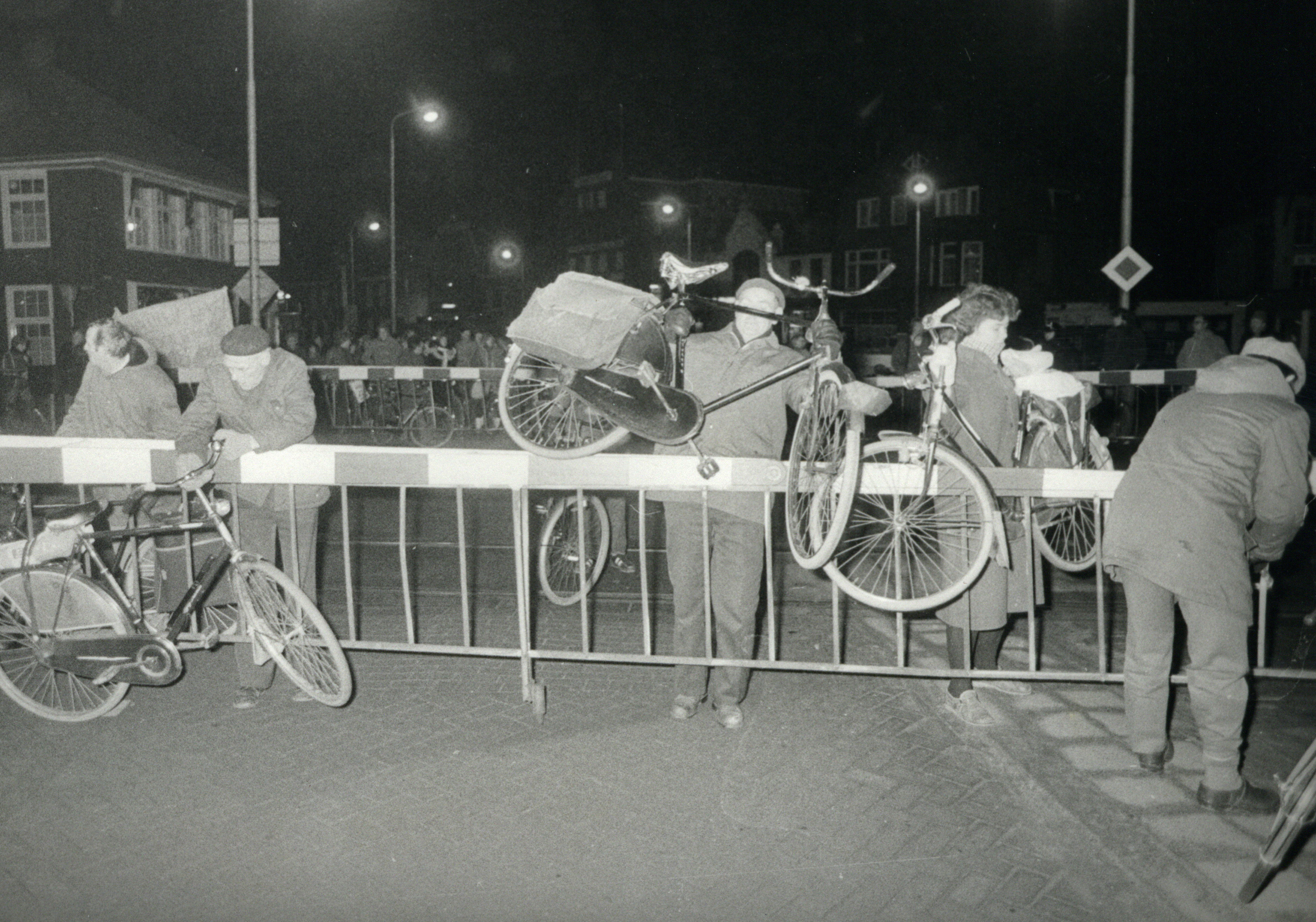
Fietsers die hun fiets over de overwegbomen van een gesloten overweg tillen

In Nederland is het aantal doden op overwegen (zelfdodingen niet meegerekend) gemiddeld ongeveer 20 per jaar, minder dan voorheen dankzij programma's als het Programma Verbeteren Veiligheid Overwegen (PVVO). Het grootste deel wordt veroorzaakt door risicogedrag, en minder door technische storingen, klem komen te zitten, of onwel worden. Dit risicogedrag hangt samen met de nabijheid van een station (men wil een trein halen en/of er zijn lange dichtligtijden) en ook lange dichtligtijden elders. Er is daarom extra aandacht voor het zo veel mogelijk verkorten daarvan.
Er is sprake van beleid op grond van risicoanalyses en het ‘nee, tenzij’-principe: geen nieuwe overwegen tenzij de initiatiefnemer (wegbeheerder) door risicoanalyse aantoont dat de veiligheid wordt beheerst; geen recreatieve overwegen opheffen tenzij het echt nodig is (zie onder); verkeersfunctie van bestaande overwegen mag niet worden gewijzigd tenzij door initiatiefnemer kan worden aangetoond dat door aanvullende maatregelen de overwegveiligheid niet verslechtert en de risico’s worden beheerst.
Overwegen zijn in Nederland niet toegestaan op baanvakken met een maximum baanvaksnelheid hoger dan 140 km/h. Dit heeft te maken met het sterk verhoogde risico dat een trein bij een aanrijding ontspoort, uit het profiel van vrije ruimte raakt en daardoor een tegemoetkomende trein ramt met een totaal snelheidsverschil van meer dan 280 km/h. Op enkelsporige baanvakken speelt dat probleem niet, maar hiervoor is geen uitzondering gemaakt. Er zijn wel proeven uitgevoerd met overwegen op trajecten waar de maximum baanvaksnelheid 160 km/h is, zoals tussen Eindhoven en Venlo. Ook voor het project Noordlink wordt overwogen om de maximumsnelheid op het traject Zwolle – Groningen op te voeren zonder alle overwegen te sluiten.
Veel ongelukken op overwegen gebeuren doordat iemand direct na het passeren van een trein het spoor oversteekt, en vervolgens door een tweede trein gegrepen wordt. Daarom staat bij overwegen in Nederland meestal een bord met de waarschuwing: “Wacht tot het rode licht gedoofd is, er kan nog een trein komen.” Pas als de slagbomen omhoog zijn én de rode lichten niet meer knipperen, is het spoor echt veilig. Pas dan mogen weggebruikers het spoor weer oversteken.
In Groot-Brittannië kent men een extra beveiliging, bestaande uit de tekst “Another train coming” die oplicht als er twee treinen kort na elkaar passeren. Of borden met de tekst "Another train coming if lights continue to show".
In de Verenigde Staten geeft een bordje met een cijfer aan hoeveel sporen er zijn. ("12 tracks" bijvoorbeeld) Overwegen met 10 of 12 sporen komen daar voor, soms zelfs onbewaakt.
In Nederland en België geeft het dubbele andreaskruis aan dat er twee of meer sporen zijn. De kans bestaat dan dat er direct na een trein nog een trein voorbijkomt, wat bij enkelspoor vrijwel uitgesloten is.

## Belangen van langzaam verkeer
Belangenorganisaties voor langzaam verkeer zijn tegen het verergeren van de barrièrewerking van spoorwegen door het opheffen van overwegen zonder dat er een ongelijkvloerse kruising voor in de plaats komt. Op verzoek van de Tweede Kamer wordt sinds 2005 in het overwegenbeleid meer aandacht besteed aan het recreatieve belang van overwegen (in de zin van openingen in de barrières). Het beleid is nu om geen recreatieve overwegen op te heffen tenzij de beheerder (weg/spoor) grote risico’s aantoont en er geen geschikte alternatieven zijn, bijvoorbeeld betere beveiliging, selectieve sluiting of een tunnel.

## Bijzondere overwegen
- Tussen 1999 en 2015 was er te Bilthoven een experiment. De overweg in de Leyenseweg werd een ADOB, en kreeg extra beveiliging in de vorm van dubbele slagbomen, extra lichten en aanduidingen, ook aan een twee portalen, en een detectiesysteem met lichten om treinen te waarschuwen als er een voertuig op de overweg vast zat. In 2008 werd het systeem vereenvoudigd. In 2015 is de overweg verdwenen, zodat er een tunnel kon komen.[17]

- Te Grenada, Mississippi, was tussen 1940 en 1970 een unieke overweg. Omdat dit kruispunt toentertijd berucht was, bedacht Allonzo Billups een alternatieve en indrukwekkende beveiliging. Het bestond uit een portaal over de weg heen, met bovenop een doodskop. Er onder de woorden stop - death - stop. Onder het woord death zaten 2 pijlen, die aangaven uit welke richting de trein kwam. Al deze aanduidingen waren voorzien van neon-licht, en het knipperde allemaal als er een trein kwam. Bovendien waren er nog twee gewone rode lichten onder de pijlen. En als klap op de vuurpijl was er in plaats van een bel een sirene/luchtalarm.

Het was een prototype, en meer exemplaren waren gepland, maar door tekorten aan neon en storingen is er nooit meer een bijgekomen. In de volksmond wordt/werd het "the skull and crossbones" genoemd. Er zijn bijna geen foto's van, maar wel reconstructievideo's. En in 2023 is het ook te koop voor de modelspoorbaan.

- Privé of privaat-overwegen bij huizen of op een terrein zijn meestal amper of niet beveiligd. Maar er is een grote uitzondering: in St. Louis, Missouri, is er op het terrein van de brouwerij een overweg zonder slagbomen, maar met 56 rode lichten, oranje lichten, zwaailichten, bellen, en een alarm.[20]
- Met name in Rusland zijn er overwegen die als extra beveiliging ijzeren platen hebben, die schuin omhoog oprijzen vanuit de weg. Dit maakt doorrijden vrijwel onmogelijk voor auto's, maar er rijden regelmatig auto's tegenaan, met grote schade aan de auto als gevolg. En (brom)fietsers die al op de overweg zijn worden er soms door "gelanceerd". Maar dergelijke ongevallen gebeuren omdat weggebruikers toch door willen rijden. Zo'n overweg wordt door een overwegwachter ter plaatse bediend.
- In Taiwan zijn er op een "suiker-smalspoor-lijn" nog overwegen met "draadafsluiting". Die draden/kabels zitten aan een portaal en komen omlaag om de overweg af te sluiten voor alle verkeer. Ze zijn voorzien van opvallende elementen en zwaailichten. Ze kwamen ook voor op gewone spoorlijnen, maar nu bijna niet meer.[21]

### Ondergrondse overwegen
- Te Springfield, Missouri, is er in een groot koelmagazijn (Springfield Underground) een ondergrondse onbewaakte overweg.[22]
- Bij Kansas City in Missouri is een  groot ondergronds magazijn, Subtropolis. Er gaan vijf treinsporen naar binnen, en er zijn ook vijf ondergrondse onbewaakte overwegen.[23]

### Overwegen zonder spoorlijn
- Bij de Hutchinson ECT-Delta terminal in de Rotterdamse haven is er een speciale baan (Missouriweg) alleen voor vrachtwagens, die diverse zwaar beveiligde "overwegen" heeft. Want alle wegen op zo'n kruispunt hebben dubbele slagbomen ("ADOB"); als er geen vrachtwagen op de speciale weg nadert, dan is die afgesloten om ander verkeer te weren. Zodoende zijn er minimaal acht slagbomen per kruispunt.
- Op de Ringdijk bij Geervliet is er een busbaan-'overweg' met slagbomen. ('AHOB')
- Op de Zuidtangent-busbaan te Hoofddorp is er een 'overweg' met slagbomen.
- De Parkshuttle in Capelle aan den IJssel heeft ook "overwegen" met slagbomen. Compleet met bord J10.
- In de haven van de Japanse stad Yamaguchi heeft een cementbedrijf een kilometers lange privé-baan voor de cementwagens, met één "overweg" die is uitgevoerd conform Japanse trein overwegen (ADOB). Ook hier heeft de privé-weg ook slagbomen.
- Op de Miami-Dade busway in Florida zijn diverse kruisingen voorzien van AHOB's.[24][25]
- Bij sommige vliegvelden kruist een openbare weg de landingsbaan. Zo kan het gebeuren dat er trein-overweg-lichten zijn op de Shetlandeilanden, terwijl er geen spoorlijnen (meer) zijn.[26] Ook in Zwitserland, bij Metingen, is er een voorbeeld van. Hier is het zelfs een militair vliegveld dat zelfs door twee openbare wegen gekruist wordt.[27]Bij de Britse plaats Ruislip worden ze toegepast op een weg naast het vliegveld.

Bij alle Nederlandse voorbeelden is zo'n "overweg" heel anders uitgevoerd dan de gebruikelijke treinoverweg. 
- Bij Roermond is een speciale "overweg". De A73 kruist ondergronds de rivier de Roer, maar bovengronds is er een weg van een boer. Dat kruist een fietspad. Die boerenweg is afgesloten met draaihekken. Wanneer de boer nadert met een voertuig, gaan de verkeerslichten aan het fietspad op rood, en de hekken draaien automatisch open, en sluiten zo het fietspad af.

### Overweg in de lucht
- In Parc Asterix te Plailly in Frankrijk is er op de achtbaan Pégase Express op grote hoogte een AKI "overweg".[28](deze lichtinstallatie lijkt het meest op een Brits exemplaar, terwijl dit in Frankrijk is, maar het gaat om een fantasie-uitvoering in zogenaamd "Griekse stijl" uit de tijd waarin de Asterix-verhalen zich afspelen. Er zijn nog veel meer fantasieapparaten in het park)

### Overweg voor schip
Om een schip over land te verplaatsen werd en wordt soms rails gebruikt. Het kan een alternatief zijn voor een scheepshelling of droogdok, maar wordt Patent Slip of Marine Railway genoemd. De Big Chute Marine Railway in Canada is de enige die nog in gebruik is om schepen van het ene naar het andere water te vervoeren, en daarbij een weg met slagbomen te kruisen. 
- De Evans Bay Patent Slip kruiste ook een weg, zonder beveiliging, maar die kruising is er niet meer. De rails voor en na de weg is er nog wel, maar dat is alles wat er van de oude scheepswerf over is.[30]
- Point Hope Shipyard Marine Railway kruist een weg op het haventerrein, zonder beveiliging. Deze lijn heeft ook een draaischijf.[31]